# Daya
Grace Martine Tandon, (Pittsburgh, Pensilvania; 24 de octubre de 1998) profesionalmente conocida como Daya (pronunciado dey-ah), es una cantante y compositora estadounidense. Cantante de los sellos discográficos Artbeatz, Z Entertainment y RED Distribution, debutó en 2015 con su EP homónimo que incluye «Hide Away», canción que llegó al número 23 en la lista Hot 100 de Billboard.
A inicios de 2016 obtuvo reconocimiento mundial gracias al éxito de su colaboración con The Chainsmokers en el sencillo «Don’t Let Me Down». A finales de ese año, lanzó su primer álbum de estudio Sit Still, Look Pretty.

## Biografía
Daya nació el 24 de octubre de 1998 en Pittsburgh, Pensilvania, donde estudiaba en el Mt. Lebanon High School. A la edad de tres años, Tandon empezó para aprender a tocar el piano, finalmente convirtiéndolo a piano de jazz a la edad de once. Para este tiempo, también había aprendido a tocar la guitarra, ukelele, saxofón, y flauta traversa.
A los once, Daya ingresó como estudiante en el Accelerando Music Conservatory de Pittsburgh, perteneciente a Christina Chirumbolo, donde ella finalmente conoció al compositor y productor Gino Barletta. Barletta, un colega de Chirumbolo quién visitó la escuela como conferencista, tomó un interés en la cantante joven, y controló su progreso hasta que la invitó a Los Ángeles en febrero de 2015 para trabajar en su primer material original.

## Trayectoria
La carrera profesional de Daya empezó cuándo sus padres la acompañaron a Los Ángeles para trabajar con Gino Barletta, Brett McLaughlin, Britten Newbill y Noisecastle III en los estudios Paramount Recording StudiosParamount Records, donde escribió y grabó su primer sencillo, "Hide Away". Entonces Barletta consiguientemente presentó a Daya a Steve Zap de Z Entertainment. Un veterano de promociones radiofónico, a Zap le gustó la canción y estuvo interesado en ayudar para promover a la cantante, dirigiendo a formar un sello independiente con Barletta que llamó Artbeatz.
Daya lanzó su sencillo "Hide Away" a través de ArtBeatz/RED Distribution el 22 de abril de 2015. La canción fue bien recibida en línea , con buenas críticas de un número blogueros notables que incluyen a Tyler Oakley y Perez Hilton, el último comentando "Hay algo muy especial sobre la voz de Daya". Jason Lipshutz de Billboard también presentó una crítica en su sitio web oficial, etiquetándolo como "un grandioso debut".
Daya hizo su debut televisivo interpretando "Hide Away" en Today el 21 de agosto de 2015.
Siguiendo con su debut exitoso, Daya lanzó su EP, Daya, el cual presenta seis canciones, incluyendo "Hide Away", el 4 de septiembre de 2015. El EP fue estrenado en un día temprano por Billboard, y debutó en número 161 en la Billboard 200, y "Hide Away" debutando en el puesto 40 de Billboards Pop Songs.
El vídeo musical para "Hide Away" fue liberado el 28 de octubre de 2015.
El 30 de octubre de 2015, Daya liberó la versión física de su EP debut a través de Targer.
En febrero de 2016, el vídeo lírico para "Hide Away" ha logrado más 8.6 millones de vistas.
En 2016 alcanza el reconocimiento mundial por el sencillo “Don’t Let Me Down” en colaboración con The Chainsmokers, la canción alcanzó el top 3 de las listas Billboard. Musicalmente, la canción tiene un sonido trap con influencias de dance-pop, el sencillo recibió generalmente críticas favorables de críticos de música, con elogios sobre la fuerte voz de Daya y la buena producción de la canción.
El sencillo fue ganador de un Grammy.

## Discografía

### Álbumes de estudio
| Título                 | Detalles del álbum | Posición más alta | Posición más alta | Posición más alta | Posición más alta |
| Título                 | Detalles del álbum | USA               | CAN               | DIN               | SUE               |
| ---------------------- | --- | ----------------- | ----------------- | ----------------- | ----------------- |
| Sit Still, Look Pretty | - Liberado: 7 de octubre de 2016 - Compañías discografías: Artbeatz, Z Entertainment, RED Distribution - Formato: Descarga digital | 36                | 40                | -                 | -                 |

### EP
| Título         | Detalles del álbum | Posición más alta | Posición más alta | Posición más alta |
| Título         | Detalles del álbum | USA               | DIN               | SUE               |
| -------------- | --- | ----------------- | ----------------- | ----------------- |
| Daya           | - Liberado: 4 de septiembre de 2015 - Compañías discografías: Artbeatz, Z Entertainment, RED Distribution - Formato: CD, descarga digital, streaming | 67                | 36                | 33                |
| The Difference | - Liberado: 14 de mayo de 2021 - Compañía discográfica: Sandlot Records, AWAL - Formato; CD, descarga digital, streaming                             | —                 | —                 | —                 |

### Sencillos

#### Como artista principal
| Título                   | Año  | Posición más alta | Posición más alta | Posición más alta | Posición más alta | Posición más alta | Posición más alta | Posición más alta | Posición más alta | Posición más alta | Posición más alta | Certificaciones                                 | Álbum                                                           |
| Título                   | Año  | E.U.              | AUS               | CAN               | ALE               | IRL               | NLD               | NOR               | NZ                | ESL               | SUE               | Certificaciones                                 | Álbum                                                           |
| ------------------------ | ---- | ----------------- | ----------------- | ----------------- | ----------------- | ----------------- | ----------------- | ----------------- | ----------------- | ----------------- | ----------------- | ----------------------------------------------- | --------------------------------------------------------------- |
| «Hide Away»              | 2015 | 23                | 6                 | 18                | 44                | 57                | 48                | 29                | 15                | 25                | 55                | - RIAA: Platino - ARIA: Platino - RMNZ: Platino | Daya y Sit Still, Look Pretty                                   |
| «Sit Still, Look Pretty» | 2016 | 28                | —                 | 74                | —                 | —                 | —                 | —                 | —                 | 58                | —                 | - RIAA: Platino                                 | Daya y Sit Still, Look Pretty                                   |
| «Words»                  | 2016 | —                 | —                 | —                 | —                 | —                 | —                 | —                 | —                 | —                 | —                 | —                                               | Daya y Sit Still, Look Pretty                                   |
| «New»                    | 2017 | —                 | —                 | —                 | —                 | —                 | —                 | —                 | —                 | 90                | —                 | - RIAA: Gold - ARIA: Gold                       | Sencillo sin álbum                                              |
| «Safe»                   | 2018 | —                 | —                 | —                 | —                 | —                 | —                 | —                 | —                 | —                 | —                 | —                                               | Sencillo sin álbum                                              |
| «Insomnia»               | 2019 | —                 | —                 | —                 | —                 | 79                | —                 | 12                | —                 | —                 | —                 | —                                               | Sencillo sin álbum                                              |
| «Forward Motion»         | 2019 | —                 | —                 | —                 | —                 | —                 | —                 | —                 | —                 | —                 | —                 | —                                               | Late Night                                                      |
| «Left Me Yet»            | 2019 | —                 | —                 | —                 | —                 | —                 | —                 | —                 | —                 | —                 | —                 | —                                               | Sencillo sin álbum                                              |
| «Keeping It in the Dark» | 2019 | —                 | —                 | —                 | —                 | —                 | —                 | —                 | —                 | —                 | —                 | —                                               | 13 Reasons Why: Season 3 (A Netflix Original Series Soundtrack) |
| «Wanted» (con NOTD)      | 2019 | —                 | —                 | —                 | —                 | —                 | —                 | —                 | —                 | —                 | —                 | —                                               | Sencillo sin álbum                                              |
| «Older» (with Shallou)   | 2020 | —                 | —                 | —                 | —                 | —                 | —                 | —                 | —                 | —                 | —                 | —                                               | Magical Thinking                                                |
| «First Time»             | 2020 | —                 | —                 | —                 | —                 | —                 | —                 | —                 | —                 | —                 | —                 | —                                               | The Difference                                                  |
| «Bad Girl»               | 2021 | —                 | —                 | —                 | —                 | —                 | —                 | —                 | —                 | —                 | —                 | —                                               | The Difference                                                  |
| «Montana»                | 2021 | —                 | —                 | —                 | —                 | —                 | —                 | —                 | —                 | —                 | —                 | —                                               | The Difference                                                  |

#### Como artista invitado
| Título                                                | Año  | Posición más alta | Posición más alta | Posición más alta | Posición más alta | Posición más alta | Posición más alta | Posición más alta | Posición más alta | Posición más alta | Posición más alta | Posición más alta | Certificaciones | Álbum      |
| Título                                                | Año  | US                | US Dance          | AUS               | CAN               | DEN               | ITA               | NLD               | NOR               | NZ                | SWE               | UK                | Certificaciones | Álbum      |
| ----------------------------------------------------- | ---- | ----------------- | ----------------- | ----------------- | ----------------- | ----------------- | ----------------- | ----------------- | ----------------- | ----------------- | ----------------- | ----------------- | --- | ---------- |
| «Don't Let Me Down» (The Chainsmokers featuring Daya) | 2016 | 3                 | 1                 | 3                 | 4                 | 15                | 14                | 5                 | 5                 | 4                 | 5                 | 2                 | - RIAA: 2× Platino - ARIA: 3× Platino - BPI: Plata - FIMI: Oro - IFPI DEN: Gold - IFPI SWE: 2x Platino - MC: Oro - RMNZ: Oro | Collage EP |
| «Feel Good» (de Gryffin e Illenium con Daya)          | 2017 | —                 | 17                | —                 | —                 | —                 | —                 | —                 | —                 | —                 | —                 | —                 | - RIAA: Gold | Awake      |
| «I Wanna Know» (de RL Grime con Daya)                 | 2018 | —                 | 19                | —                 | —                 | —                 | —                 | —                 | —                 | —                 | —                 | —                 | — | Nova       |